# Heinrich Homberger
Heinrich Homberger (* 5. Juli 1806 in Wermatswil; † 1. August 1851 in Bern) war ein Schweizer Politiker. Von 1848 bis zu seinem Tod gehörte er dem Nationalrat an.

## Biografie
Der Sohn eines wohlhabenden Landwirts und Bezirksgerichtspräsidenten absolvierte eine kaufmännische Lehre in Zürich. Ab 1833 studierte er Recht an der neu eröffneten Universität Zürich. Ab 1843 war Homberger als Rechtsanwalt tätig, daneben war er freier Mitarbeiter beim Landboten, einer in Winterthur erscheinenden Zeitung. Während des Sonderbundskriegs von 1847 hatte er den Rang eines Majors inne, ab 1850 jenen eines Oberstleutnants.
Homberger gehörte dem linken Flügel der Liberalen an und vertrat äusserst radikale Ansichten. Zu seinem Freundeskreis gehörte unter anderem Wilhelm Snell. Er sass ab 1838 im Zürcher Grossrat, ehe er im darauf folgenden Jahr sein Mandat infolge des Züriputsches verlor. Im Oktober 1848 kandidierte Homberger bei den ersten Nationalratswahlen und wurde im dritten Wahlgang im Wahlkreis Zürich-Ost gewählt. Knapp drei Jahre später verunglückte er nach einer Feier im Kreise seiner Parteifreunde tödlich.